# تومیئه
تومیئه (ژاپنی: 富江) عنوان یک مجموعه مانگای وحشت ژاپنی است که توسط جونجی ایتو نوشته و تصویرسازی شده‌است. تومیئه نخستین اثر منتشر شده ایتو بود که در ابتدا به ماهنامهٔ هالووین، یک مجله شوجو در سال ۱۹۸۷ ارجاع داده شد، که منجر به برندهٔ شن جایزهٔ کازوئو اومه‌زو شد. داستان مجموعه درباره زنی مرموز و زیبا به نام تومیئه کاواکامی است، که با موهای مشکی براق و خال زیبایی در زیر چشم چپش شناخته می‌شود. تومیئه به مانند یک سوکوبوس عمل می‌کند و دارای قدرتی ناشناخته است که هر مردی را شیفتهٔ خود می‌کند.
بر پایه این مانگا یک مجموعه فیلم لایو اکشن به تعداد ۹ قسمت تا به امروز اقتباس شده‌است، و یک مجموعه تلویزیونی گلچین ادبی که در سال ۱۹۹۹ منتشر شد، و همچنین یک مجموعه تلویزیون اینترنتی قبل از منحل شدن سرویس کوییبی در حال توسعه بود.